# Station to Station
Station to Station ist das zehnte Studioalbum von David Bowie. Es erschien im Januar 1976. 

## Entstehung und Stil
Bowie gelingt hier eine Mischung aus amerikanischer Rhythmik und westeuropäischen Harmonien und legt sich für diese Schaffensphase ein Alter Ego zu, den Thin White Duke, eine schattenhafte Figur, die von Amerika nach Europa zurückkehrt, um ihre Wurzeln zu erkunden.
David Bowie betont in den Interviews dieser Zeit, dass er mit der Single Fame 1975 und deren Nummer-1-Platzierung in den US-Charts alles erreicht habe, was er wollte. Nun möchte er endlich das machen, wozu er Lust habe. Diese Aussage trifft stilistisch bereits auf Station to Station zu, wo Soul- und Funkeinflüsse der vorangegangenen Schallplattenproduktion Young Americans, aber auch erste akustische Hinweise auf seine kommende Schaffensphase mit elektronischen Instrumenten zu finden sind.
Die 6 Musikstücke auf Station to Station sind durchgängig großflächig angelegt und beinhalten lange instrumentale Passagen. Das gesamte Album bedient sich einer Haupteigenschaft afroamerikanischer Musik: Es lässt sich Zeit und erzeugt Schwingungen durch Wiederholung. Die daraus resultierende Wirkung ist, dass Station to Station sich nicht nur an die Ohren, sondern an den ganzen Körper des Zuhörers wendet.

## Rezeption
In Band 1 seiner Buchreihe Rock vergibt das Magazin eclipsed für das Werk die höchste Kategorie Kaufrausch. Das Album landet in der Gesamtschau aller Bowie-Alben in dieser Publikation auf Platz 4. Ingeborg Schober lobte das Album in der Zeitschrift Sounds als Ergebnis einer künstlerischen Reifung: Bowie zeige sich als „entspannter, ernsthafter Mann mit der reservierten Freundlichkeit und bittersüßen Zufriedenheit eines Rockrebellen“. Die Single-Auskopplung Golden Years sei „einer der besten Hits dieser Tage“.

## Sonstiges
Das Schallplattencover von Station to Station zeigt Bowie als Thomas Jerome Newton, seine Rolle in dem Spielfilm Der Mann, der vom Himmel fiel von Nicolas Roeg aus dem Jahr 1975.
Der Song Wild Is the Wind ist eine Coverversion des Titelstücks aus dem gleichnamigen Film aus dem Jahr 1957 mit Anna Magnani und Anthony Quinn in den Titelrollen.

## Veröffentlichungen 1976
RCA APL1-1327 (USA, UK, D)

## Titelliste
Alle Titel sind von David Bowie; Ausnahmen sind aufgeführt
Seite 1:
1. Station to Station – 10:14
2. Golden Years – 4:00
3. Word on a Wing – 6:03

Seite 2:
1. TVC 15 – 5:33
2. Stay – 6:15
3. Wild Is the Wind (Ned Washington, Dimitri Tiomkin) – 6:02

## Singles
Aus Station to Station wurden die Singles Golden Years (November 1975), TVC 15 (April 1976), Stay / Word on a Wing (August 1976) ausgekoppelt.

## Mitwirkende

### Musiker
- David Bowie – Gesang, Gitarre, Tenor- und Altsaxophon, Moog-Synthesizer, Mellotron
- Carlos Alomar – Gitarre
- Roy Bittan – Piano
- Dennis Davis – Schlagzeug
- George Murray – Bassgitarre
- Warren Peace – Hintergrundgesang
- Earl Slick – Gitarre

### Aufnahmeleitung
- David Bowie – Produktion
- Harry Maslin – Produktion